# Església de Sant Andreu de Porreres
Sant Andreu de Porreres és una església romànica de la Vall de Bianya (Garrotxa) inclosa a l'Inventari del Patrimoni Arquitectònic de Catalunya.

## Descripció
L'església de Sant Andreu de Porreres es troba aïllada, a la riba esquerra de la Vall de Bac. Durant molts segles va ser el principal temple de la vall. Actualment es troba en un estat de conservació lamentable. L'església original era d'estil romànic que queda amagat entre els diversos cossos afegits (sagristia, rectoria i d'altres) que s'han anat fent al llarg del temps. 

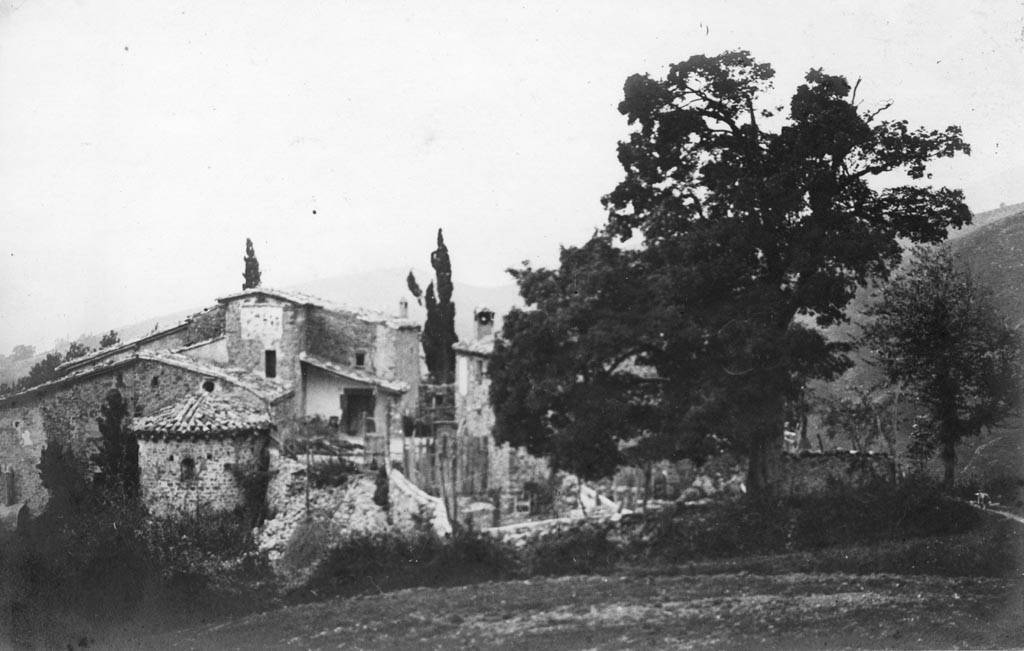
Sant Andreu de Porreres en una imatge d'entre 1890 i 1923

L'element més identificable d'època romànica és l'absis semicircular amb cornisa i fris sostingut per mènsules, aguantat per dos contraforts afegits després dels terratrèmols del segle xv. L'antic cloquer d'espadanya amb dos ulls va ser transformat en una torre quadrada amb teulat a dues aigües.

## Història
Porreres ja era conegut l'any 904 però no s'esmenta el Sant. L'any 146 Sant Andreu de Porreres ja era conegut com a límit d'una finca que limitava amb Sant Feliu del Bac, llegada per Goifred al monestir de Camprodon. L'any 977 el bisbe Miró donà l'església a Sant Pere de Besalú. La primera visita pastoral documentada és de l'any 1329, feta pel bisbe Gascó de Moncada, que manà cobrir l'església fent-hi un teulat. A la visita pastoral de l'any 1738 es manà allargar l'església pel costat del presbiteri trencant l'arc triomfal. Antigament es venerava una talla romànica de Santa Maria possiblement perduda durant la guerra civil. Fins a l'any 1936 s'hi varen exercir les funcions parroquials.